# ホープ・ロジャース
ホープ・ロジャース（Hope Rogers、1993年1月7日 - ）は、アメリカ合衆国の女子ラグビー選手。

## プロフィール
- アメリカ合衆国・ペンシルベニア州出身[1]。
- ポジションはプロップ(PR)。
- 身長 168cm、体重 88kg
- 女子アメリカ代表キャップは36（2022年12月現在）。
- 2014年W杯・2017年W杯の女子アメリカ代表に選ばれた[2]。

## 略歴
2022年、ラグビーワールドカップ2021の女子アメリカ代表に選ばれた。

## 受賞歴
- ワールドラグビー女子15人制ドリームチーム:2022年[4]